# Ельник (приток Обноры)
Ельник — река в Грязовецком районе Вологодской области России. Устье реки находится в 110 км от устья Обноры по правому берегу. Длина реки составляет 30 км, площадь водосборного бассейна — 173 км².

## Данные водного реестра
По данным государственного водного реестра России, относится к Верхневолжскому бассейновому округу, водохозяйственный участок реки — Кострома от истока до водомерного поста у деревни Исады, речной подбассейн реки — Волга ниже Рыбинского водохранилища до впадения Оки. Речной бассейн реки — Верхняя Волга до Куйбышевского водохранилища (без бассейна Оки).
Код объекта в государственном водном реестре — 08010300112110000012786.

### Притоки
(указано расстояние от устья)
- 11 км: река Жаровка (лв)